# Menhammar stuteri
Menhammar stuteri är ett stuteri beläget på Menhammar gård vid Menhammar i Ekerö kommun. Stuteriet är ett av Sveriges äldsta och största uppfödare av varmblodiga travhästar. Till stuteriet hör också Annemanna stuteri.

## Historik
Menhammar gård har anor från 1200-talet. Gårdens huvudbyggnad härrör från 1800-talet. Till den hör idag ett antal stallbyggnader, bostäder och hästhagar samt två träningstravbanor. Gården ägs sedan 1947 av familjen Wallenius-Kleberg som även förvärvade flera gårdar i närheten.
Totalt hör till Menhammar 1 700 hektar mark och familjen Wallenius bedriver här hästuppfödning och jordbruk. Stuteriet sysselsätter omkring 50 personer. Sammanlagt finns på Menhammar cirka 300 hästar, varav cirka 100 är avelsston och ett tiotal hingstar. Bland hingstar som varit verksamma vid Menhammar stuteri kan nämnas Mack Lobell, Viking Kronos, From Above, Jaded, Chocolatier, Maharajah, Readly Express och Chelsea Boko. Bland avelsstona kan nämnas Your Highness. Historiskt är Big Noon stuteriets mest betydelsefulla hingst. Hans siluett pryder även stuteriets logga.
Sedan december 2017 är stuteriet delägare i Nuncio, som från 2018 är verksam som avelshingst hos Menhammar stuteri.

## Se även

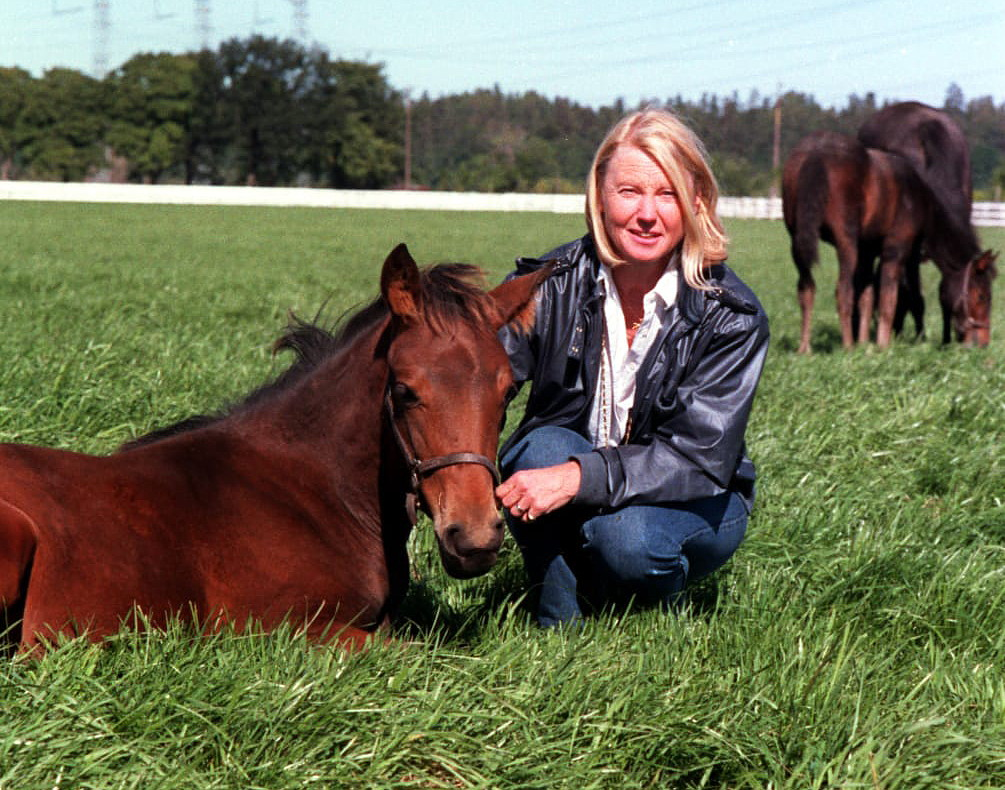
Margareta Wallenius-Kleberg med ett föl på Menhammar stuteri på 1970-talet.